# Лидерсбург
Лидерсбург (њем. Lüdersburg) општина је у њемачкој савезној држави Доња Саксонија. Једно је од 43 општинска средишта округа Линебург. Према процјени из 2010. у општини је живјело 642 становника. Посједује регионалну шифру (AGS) 3355021.

## Географски и демографски подаци
Лидерсбург се налази у савезној држави Доња Саксонија у округу Линебург. Општина се налази на надморској висини од 6 метара. Површина општине износи 18,9 km². У самом мјесту је, према процјени из 2010. године, живјело 642 становника. Просјечна густина становништва износи 34 становника/km².

## Међународна сарадња
| Мјесто | Држава    | Врста сарадње | Од    |
| ------ | --------- | ------------- | ----- |
|        | Француска | партнерство   | 1974. |
| Извор  |           |               |       |